# 칼레드 알아사드
칼레드 알아사드(خالد الأسعد, 1934년 타드무르 ~ 2015년 8월 18일 타드무르)는 시리아의 고고학자이다. 40여년간 팔미라에 대해서 연구하였다. 이슬람 국가에 의해 참수당하여 향년 81세를 일기로 사망하였다.